# Kameltå

Kameltå (engelsk: cameltoe) er et slangudtryk som stammer fra engelsk camel toe og betegner konturen af de ydre kønslæber og kløften imellem dem når de bliver tydeligt synlige udenpå tøjet. Udtrykket stammer fra nyere amerikansk kultur hvorfra det har bredt sig til resten af verden.